# Abadia de Santa Maria Arabona
A Abadia de Santa Maria Arabona (em italiano:  Abbazia di Santa Maria Arabona) é um mosteiro da Ordem de Cister localizada em Manoppello, Abruzos, Itália.

Era a filha da abadia das Três Fontes em Roma.